# Зејнел Ајдини
Зејнел Ајдини Тоша (алб. Zenel Hajdini; Тупале, код Медвеђе, 1910 — Газдаре, код Медвеђе, 7. март 1942), био је учесник Народноослободилачке борбе и народни херој Југославије.

## Биографија
Први и други разред основне школе завршио је у Сијаринској бањи, а остала два у Медвеђи. Због лошег имовинског стања није могао да настави школовање, па се запослио у општини у Медвеђа као општински писар. Иако је успео да нађе посао, његова жеља за даљим школовање није се угасила. После две године, отишао је у Скопље и уписао медресу. Ту завршио осам разреда гимназије, а затим се уписао на Филозофски факултет у Скопљу, где је остао све до почетка рата.
Као студент учествао је у раду револуционарног студентског покрета. Члан Комунистичке партије Југославије (КПЈ) постао је 1941. године.
После Априлског рата и окупације Краљевине Југославије, Зејнел прекида студије и долази у родно село Тупале. Ту почиње са илегалним радом на припремању устанка. Августа 1941. године, одлази у партизане и ступа у Кукавички партизански одред. У јесен, исте године, једна група бораца Кукавичког одреда добила је задатак да пређе на Јабланицу и да тамо формира нови одред. У тој групи налазио се и Зејнел.
Учествовао је у борбама: на Кукавици, Горњој Јабланици, у борбама на Кремену, приликом заузимања Лесковца, Вучја, Лебана и у другим борбама у овом делу Јужне Србије. Био је и члан Штаба Јабланичког партизанског одреда.
Погинуо је 7. марта 1942. године на Газдинском Риду, код Медвеђе у борби против четника, Немаца и Бугара.
Када је касније, после његове погибије, на Косову и Метохији формиран први албански партизански одред, борци су му дали име Партизански одред „Зејнел Ајдини“.
Указом председника Федеративне Народне Републике Југославије Јосипа Броза Тита, 9. октобра 1953. године, проглашен је за народног хероја.